# 池袋通り魔殺人事件
池袋通り魔殺人事件（いけぶくろとおりまさつじんじけん）は、1999年（平成11年）9月8日に東京都豊島区東池袋で発生した通り魔（無差別殺人）事件。
白昼の繁華街で通行人が次々と襲われ、女性2人が死亡したほか、通行人6人が負傷した。

## 概要
1999年9月8日11時35分 - 40分ごろにかけ、豊島区東池袋の東急ハンズ池袋店前で、加害者の男Z（当時23歳）が、包丁（刃体の長さ約14.4 cm）・玄能（重さ約270 g）で通行人を無差別に襲い、2人（66歳女性と29歳女性）を殺害し、6人に重軽傷を負わせた。
Zはサンシャインシティの地下通路からエスカレーターで東急ハンズ正面入り口前に出た後、「アー！むかついた。ぶっ殺す」と大声で叫んだ。まずサンシャインシティのエスカレーターをのぼってきた夫婦2人を包丁と金槌で襲い、66歳女性を殺害した。次に東急ハンズ前に差し掛かった夫婦2人のうち29歳女性を包丁で刺し、殺害した。Zは60階通りを池袋駅方向に走り、その途中で私立高校の1年生4人グループのうち3人を切りつけ、さらに2人に切りつけた。その後、Zは池袋駅前で通行人たちに取り押さえられ、その場で現行犯逮捕された。

## 犯人Z
本事件の犯人（加害者）である男Zは、1975年（昭和50年）11月29日生まれ、本籍地は岡山県児島郡灘崎町（現：岡山市南区彦崎）。
東京地裁・東京高裁で死刑判決を言い渡され、2007年（平成19年）4月19日に最高裁で上告棄却の判決を受けたため、同年5月2日付で死刑が確定。2020年（令和2年）9月27日時点で、犯人Z（現在49歳）は死刑囚（死刑確定者）として、東京拘置所に収監されている。
死刑確定後、犯行時は統合失調症の影響で心神喪失状態にあった旨を主張して東京地裁に再審請求したが、2012年（平成24年）11月29日付で棄却決定［事件番号：平成21年(た)第6号］が出された。同決定に対する即時抗告も、2015年（平成27年）12月16日付で東京高裁第1刑事部（小坂敏幸裁判長）から棄却決定［平成24年(く)第704号］を出され、同決定に対する特別抗告も2016年（平成28年）までに棄却されている。なお、日本弁護士連合会（日弁連）は2018年（平成30年）6月18日付で、死刑確定者8人について「刑事訴訟法479条1項にいう心神喪失の状態に該当し、又はその疑いがあるので、死刑の執行を停止するよう」勧告したが、その対象者の1人はZである。

### 生い立ち・動機
Zは倉敷市出身で、両親・兄とともに4人で生活していた。3歳の時に一家が引越しし、その後は児島郡灘崎町（現：岡山市南区）で育った。
Zが小学校高学年の頃から、両親はギャンブルに溺れるようになった。父が親の遺産を相続し、大金を手にしたのがその原因であった。Zが中学生になると両親のギャンブル癖は悪化の一路を辿ったが、中学3年の時、勉強に打ち込んだ成果があって、進学校とされる高校に入学した。しかし、両親のギャンブルは止むことはなく、ついには数千万円の借金を残して失踪。残された彼の家には借金取りが連日のように押しかけてくるようになった。兄は大学生として一人暮らしをしていたため、Zが1人で借金取りの対応に迫られることになった。
大学進学を希望し、進学校と言われていた県立高校に入学したが、経済的な困窮から、高校は2年次の1993年（平成5年）5月31日付で退学。進学を断念し、アルバイトに専念するようになった。以後、一時は兄の下へ身を寄せ、パチンコ屋で住み込みで働くようになった。一時期、両親もZと兄の下へ帰参していたが、再び蒸発した。その後は塗装会社、照明器具工場、自動車部品工場など、各地で職を転々とした。この間、小学校時代同級生であったある女性に好意を抱き、彼女に対して執拗なアプローチを行い、ストーカーのような行為にまで走ることがあった。なお、1996年（平成8年）12月にはナイフを携帯したとして銃砲刀剣類所持等取締法違反罪で罰金刑に処せられた前科（1犯）がある。
日本での人生に絶望したZは、1998年（平成10年）、新天地を求めてアメリカに短期渡航した。ロサンゼルス・サンフランシスコ・ポートランドと向かったが、十分な滞在費がなく、途中で行き倒れて日本大使館に保護された。就職先もなかったので、大使館の紹介で、現地のキリスト教会の牧師に事情を話し、教会の仕事を手伝うのと引き換えに衣食の面倒を見てもらっていたという。逮捕後の取調べ時には、「この時期が人生で最も充実していた」と回想している。
しかし、こうした現地での生活も、ビザの失効と同時に終わった。日本へ帰国後、Zはパスポートを破り捨てていたという。その後は働きながらの大学への通学も考えたが、費用の面から頓挫。犯行当時は都内の新聞販売店を辞めた直後だった。
犯行動機は「人生に絶望し、またどうしようもない環境的な不平等にイライラしたため」と供述している。直接のきっかけは、事件直前に夜勤をしていた際、自分の携帯電話にかかってきた無言電話によるという。犯行当日、殺人を予告するレポート用紙をアパートの自室の扉の外側に張りつけた。
本人は、およそ「真面目な人がさらにさらに苦しむ一方で、遊んで楽をしていられる身分の人たちがいることに嫌気がさした」と供述していた。
1997年（平成9年）夏、Zは外務省や警察庁にあてて支離滅裂な内容の手紙を送りつけていた。

## 刑事裁判
被告人Zは殺人罪および殺人未遂罪・銃砲刀剣類所持等取締法違反・傷害罪、暴行罪に問われた。刑事裁判の第一審では、被告人Zが事件当時、分裂病質人格障害の状態にあったか、精神分裂病の辺縁群の疾患に罹患していた可能性が指摘され、Zの弁護人は「事件当時、Zは心神喪失または心神耗弱状態だった」と主張。しかし、東京地裁 (2002) は「無差別殺人を思い立ってから凶器を購入した際、店員から怪しまれないように犯行には必要ないものまで同時に購入したり、犯行途中で刃先が欠けた包丁を捨てるなど、無差別殺人という目的のために合理的な行動を取っている。事件前にそれなりに社会生活を営んでいたり、犯行を躊躇するような考えをしたりしていることから考えても、Zの責任能力に問題があったとは考えられない」と指摘して弁護人の主張を退け、完全責任能力を認定した。
被告人Zは2002年（平成14年）1月18日に、東京地方裁判所刑事第1部（大野市太郎裁判長）で求刑通り死刑判決を言い渡された。当時、死者が出た通り魔事件で、被告人の完全責任能力が認定され、死刑が言い渡された事例は極めて異例だった。
Zは判決を不服として控訴したが、東京高等裁判所第9刑事部（原田國男裁判長）は2003年（平成15年）9月29日に原判決（第一審判決）を支持し、被告人Zによる控訴を棄却する判決を言い渡した。上告審で、弁護人は責任能力に関する主張に加え、死刑制度が憲法違反である旨などを主張したが、最高裁判所第一小法廷（横尾和子裁判長）は2007年（平成19年）4月19日に原判決を支持し、被告人Zおよび弁護人による上告を棄却する判決を言い渡した。被告人Zは訂正申立期限内に判決への訂正を申し立てなかったため、2007年5月2日付で死刑判決が確定した。